# Teste de Elenco
Teste de Elenco é um filme brasileiro lançado em 2011, roteirizado e dirigido por Ian SBF, Osíris Larkin e Gustavo Chagas e produzido pela Fondo Filmes.[carece de fontes?] O filme contou com o elenco formado por Fábio Porchat, Igo Ribeiro, Thiago Rotta, Tatá Werneck e Letícia Lima.[carece de fontes?] Foi disponibilizado apenas para a internet no website Anões em Chamas.

## Desenvolvimento
Em 2008 o produtor Ian SBF começou a trabalhar no roteiro do filme, contando com o auxílio depois de Osíris Larkin e Gustavo Chagas. Em 2010, após começar a procurar um protagonista, resolveu-se convidar para o papel Fábio Porchat, começando a produzir o filme pela Fondo Filmes, produtora do Anões em Chamas, canal no Youtube onde todos já trabalhavam antes.[carece de fontes?] Foi o primeiro longa-metragem lançado direto na internet.[carece de fontes?] Segundo os diretores o longa foi filmado em partes iguais com vinte atores interpretando apenas dois personagens, a atriz e o diretor em diferentes facetas, finalizando-o em duas semanas.
| “ | Hoje em dia a internet é a ferramenta mais usada e conveniente para o espectador. Com ela nós sabiamos que o filme seria muito mais visto do que se lançassemos nos cinemas ou em quaquer outro lugar. Tivemos mais publico em 2 semanas do que muitos filmes por aí. | ” |

## Sinopse
Um diretor (Fábio Porchat) realiza teste de elenco com garotas comuns que dividem o mesmo sonho: ser atriz. Porém no decorrer da história elas se mostram psicóticas e capazes de tudo para conseguir o papel, não só naquela hora, mas em testes passados que vem a tona também.

## Elenco
- Fábio Porchat — Diretor 1
- Tatá Werneck — Atriz 1
- Letícia Lima — Atriz 2
- Camila Vaz — Atriz 3
- Rosa Soahre — Atriz 4
- Maria Clara Horta — Atriz 5
- Thiago Rotta — Diretor 2
- Pedro Henrique Monteiro — Diretor 3
- Rodrigo Gallo — Diretor 4
- Camillo Borges — Diretor 5
- Igo Ribeiro — Diretor 6
- Paulo Mathias Jr. — Diretor 7
- Kim Archetti — Diretor 8
- Sílvio Matos — Diretor 9
- Marcus Majella — Diretor 10
- Mabel Cezar — Atriz 6
- Leticia Novaes — Atriz 7
- Ana Felipe — Atriz 8
- Patrícia Vazquez — Atriz 9
- Vera Maria Monteiro — Atriz 10